# Fratellanza Sportiva Sestrese 1922-1923
Questa pagina raccoglie le informazioni riguardanti la Fratellanza Sportiva Sestrese nelle competizioni ufficiali della stagione 1922-1923.

## Rosa
| N. |                   | Ruolo | Calciatore        |
| -- | ----------------- | ----- | ----------------- |
|    | Italia (bandiera) | P     | Diego Bagnara     |
|    | Italia (bandiera) | A     | Domenico Berta    |
|    | Italia (bandiera) | D     | Francesco Bozzano |
|    | Italia (bandiera) | A     | Luigi Brunetti    |
|    | Italia (bandiera) | C     | Domenico Canepa   |
|    | Italia (bandiera) | C     | Capozzi           |
|    | Italia (bandiera) | P     | Guglielmo Gazzo   |
|    | Italia (bandiera) | D     | Rinaldo Morchio   |

| N. |                   | Ruolo | Calciatore            |
| -- | ----------------- | ----- | --------------------- |
|    | Italia (bandiera) | A     | Arnaldo Pigna         |
|    | Italia (bandiera) | A     | Luigi Repetto         |
|    | Italia (bandiera) | C     | Arturo Rivara         |
|    | Italia (bandiera) | C     | Eugenio Toselli       |
|    | Italia (bandiera) | A     | Adolfo Traversa       |
|    | Italia (bandiera) | A     | Attilio Traverso (II) |
|    | Italia (bandiera) | A     | Giacomo Traverso (I)  |